# アドルフ・ブロツキー
アドルフ・ブロツキー（ロシア語: Адольф Давидович Бродский； ラテン文字：Adolph Brodsky)(キリル文字の表記に従うと、アドリフ・ダヴィドヴィチ・ブロツキー), 1851年4月2日 タガンログ - 1929年1月22日 マンチェスター）は、ロシア人のヴァイオリニスト・音楽教師。

## 経歴
アゾフ海沿岸のタガンログ出身。祖父と父親はフィドル奏者であった。5歳で音楽教育を始め、1年後に初めてヴァイオリンを弾いた。その後ウィーン音楽院に留学する。ヨーゼフ・ヘルメスベルガー率いるヘルメスベルガー四重奏団に第2ヴァイオリン奏者として入団。ヴィオラ奏者はジギスムント・バハリヒ、チェリストはダーヴィト・ポッパーであった。また、チャイコフスキーからヴァイオリン協奏曲を献呈された。これは、ペテルブルク音楽院教授レオポルト・アウアーがその作品を「演奏不可能」として、初演のヴァイオリン独奏を拒絶したため、1881年12月4日、ウィーンで、ブロツキーの独奏、ハンス・リヒター指揮で初演を行なったためである。
1883年アメリカへ渡ったヘンリ・シュラディークの後任として、ライプツィヒ音楽院より招かれ教授に就任する。また1884年ブロツキー弦楽四重奏団をオトカル・ノヴァーチェク、ハンス・ジット、レオポルド・グリュッツマッヒャーらと結成。翌年には新メンバーハンス・ベッカー、ユリウス・クレンゲルを迎え、ライプツィヒの室内楽シーンに一時代を築いた。1891年ブロツキーがライプツィヒを去った後も、アルノ・ヒルフ（ゲヴァントハウス弦楽四重奏団からブロツキー弦楽四重奏団へ移籍）により活動は継続されたが、1898年クレンゲル以外のメンバー全てが退団することになり、ゲヴァントハウス弦楽四重奏団へ統合された。
ライプツィヒ時代、ブロツキーがクリスマスの晩餐会を催した席にて、ブラームスとチャイコフスキー、グリーグが出逢い、特にチャイコフスキーとグリーグの間で互いへの尊敬と友情が芽生えるきっかけとなった。
1891年10月にブロツキーは夫人を連れてニューヨークに上陸し、ニューヨーク交響楽団と共演した。それから3年後にヨーロッパに戻り、ベルリンに住んだ。その後はチャールズ・ハレに招かれてイギリスに渡り、マンチェスターで教育活動に携わりつつハレ管弦楽団の指揮者も務めた。その後は1895年から没するまで王立マンチェスター音楽大学で教鞭を執った。

## 参考資料・外部リンク
- 執筆者不詳 (1903-4-1). “Adolph Brodsky”. Musical Times 44 (722):  225-227. doi:10.2307/902923 2006年10月10日閲覧。.
- Bio
- About the encounter of Brahms, Tchaikovsky and Grieg